# بیبیانو
بیبیانو (به ایتالیایی: Bibbiano) یک منطقهٔ مسکونی در ایتالیا است که در استان رجو امیلیا واقع شده‌است.

## خصوصیات
بیبیانو ۲۸٫۰ کیلومترمربع مساحت و ۸٬۴۲۲ نفر جمعیت دارد.

## خواهرخوانده
شهر مارتزانو دی نولا خواهرخواندهٔ بیبیانو هست.